# Nephrochirus copulatus
Genre
Espèce
Nephrochirus copulatus, unique représentant du genre Nephrochirus, est une espèce d'araignées aranéomorphes de la famille des Oonopidae.

## Distribution
Cette espèce est endémique de Namibie.

## Publication originale
- Simon, 1910 : Arachnoidea. Araneae (II). in Zoologische und anthropologische Ergebnisse einer Forschungsreise im Westlichen und zentralen Südafrika. Denkschriften der medizinisch- naturwissenschaftlichen Gesellschaft zu Jena, vol. 16, p. 175-218.